# Fürweg
Fürweg ist eine Ortschaft in Hückeswagen im Oberbergischen Kreis im Regierungsbezirk Köln in Nordrhein-Westfalen (Deutschland).

## Lage und Verkehrsanbindung
Fürweg liegt im südöstlichen Hückeswagen unmittelbar an der Grenze zu Wipperfürth. Nachbarorte sind Steinberg, Heide, Elberhausen und Wipperfürth-Neye. 
Der Ort ist über eine Verbindungsstraße angebunden, die von der Kreisstraße K5 bei Kleineichen abzweigt, zum Wipperfürther Zentrum führt und auch Großeichen und Heide anbindet.

## Geschichte
1483 wurde der Ort das erste Mal in Kirchenrechnungen urkundlich erwähnt. Schreibweise der Erstnennung: zom Vorwege. Die Karte Topographia Ducatus Montani aus dem Jahre 1715 zeigt einen Freihof und bezeichnet diesen mit Vorweg.
Durch Fürweg führte die Bergische Eisenstraße. Der Ortsname Fuhrweg leitet sich von dieser Altstraße ab.
Im 18. Jahrhundert gehörte der Ort zum bergischen Amt Bornefeld-Hückeswagen. 1815/16 lebten 31 Einwohner im Ort. 1832 gehörte Fürweg der Berghauser Honschaft an, die ein Teil der Hückeswagener Außenbürgerschaft innerhalb der Bürgermeisterei Hückeswagen war. Der laut der Statistik und Topographie des Regierungsbezirks Düsseldorf als Weiler kategorisierte Ort besaß zu dieser Zeit sieben Wohnhäuser und fünf landwirtschaftliche Gebäude. Zu dieser Zeit lebten 64 Einwohner im Ort, davon 56 katholischen und acht evangelischen Glaubens.
Im Gemeindelexikon für die Provinz Rheinland werden für 1885 sieben Wohnhäuser mit 75 Einwohnern angegeben. Der Ort gehörte zu dieser Zeit zur Landgemeinde Neuhückeswagen innerhalb des Kreises Lennep. 1895 besitzt der Ort sechs Wohnhäuser mit 45 Einwohnern, 1905 sechs Wohnhäuser und 53 Einwohner.

## Wander- und Radwege
Folgende Wanderwege führen durch den Ort:
- Der Wipperfürther Rundweg ◯